# Theuns Kotzé
Theuns Kotzé (nacido en Karasburg el 16 de julio de 1987) es un jugador de rugby namibio, que juega en la posición de medio de melé para la selección de rugby de Namibia y, actualmente, para el club Union Sportive Bressane de la ProD2.
Ha jugado dos copas del mundo para el equipo nacional namibio, debutando contra Portugal el 15 de junio de 2011. El 10 de septiembre de 2011 jugando contra Fiyi en la Copa Mundial de Rugby de 2011, logró 15 puntos, el récord individual de un jugador namibio en una copa mundial.
Seleccionado por su país para la Copa Mundial de Rugby de 2015, en el partido contra Nueva Zelanda, que terminó con victoria neozelandesa 58-14, Kotzé puntuó con tres golpes de castigo pasados entre palos. Logró puntos en la derrota de su equipo frente a Tonga 35-21, gracias a tres conversiones; lo mismo ocurrió en la derrota 64-19 frente a Argentina, con dos conversiones. Y, finalmente, consiguió los únicos puntos de su equipo en la derrota frente a Georgia 16-17, gracias a un ensayo, su conversión y tres golpes de castigo.